# ماديسون (جورجيا)
ماديسون (بالإنجليزية: Madison, Georgia)‏ هي مدينة تقع في مقاطعة مورغان، جورجيا بولاية جورجيا في الولايات المتحدة. تبلغ مساحة هذه المدينة 23.1 (كم²)، وترتفع عن سطح البحر 207 م، بلغ عدد سكانها 3979 نسمة في عام 2010 حسب إحصاء مكتب تعداد الولايات المتحدة.

## التركيبة السكانية
حدّد مكتب تعداد الولايات المتحدة بيانات التركيبة السكانية لماديسون في تعداد الولايات المتحدة. في ما يلي، التركيبة السكانية حسب تعدادي 2000 و2010.

### تعداد عام 2000
بلغ عدد سكان ماديسون 3,636 نسمة بحسب تعداد عام 2000، وبلغ عدد الأسر 1,362 أسرة وعدد العائلات 964 عائلة مقيمة في المدينة. في حين سجلت الكثافة السكانية 158.5 نسمة لكل كيلومتر مربع (410.5/ميل2). وبلغ عدد الوحدات السكنية 1,494 وحدة بمتوسط كثافة قدره 65.1 لكل كيلومتر مربع (168.6/ميل2).
وتوزع التركيب العرقي للمدينة بنسبة 48.93% من البيض و47.83% من الأمريكيين الأفارقة و0.08% من الأمريكيين الأصليين و0.99% من الأمريكيين ذوي الأصول الآسيوية و1.10% من الأعراق الأخرى و1.07% من عرقين مختلطين أو أكثر و2.09% من الهسبانيون أو اللاتينيون من أي عرق.
بلغ عدد الأسر 1,362 أسرة كانت نسبة 38.7% منها لديها أطفال تحت سن الثامنة عشر تعيش معهم، وبلغت نسبة الأزواج القاطنين مع بعضهم البعض 44% من أصل المجموع الكلي للأسر، ونسبة 22.6% من الأسر كان لديها معيلات من الإناث دون وجود شريك، بينما كانت نسبة 4.2% من الأسر لديها معيلون من الذكور دون وجود شريكة وكانت نسبة 29.2% من غير العائلات. تألفت نسبة 25.2% من أصل جميع الأسر من عدة أفراد يعيشون في نفس المنزل ونسبة 10.7% كانت تتألف من شخص يعيش بمفرده يبلغ من العمر 65 عاماً أو أكثر. وبلغ متوسط حجم الأسرة المعيشية 2.61، أما متوسط حجم العائلات فبلغ 3.11.
بلغ العمر الوسطي للسكان 37.0 عاماً. وكانت نسبة 26.1% من القاطنين تحت سن الثامنة عشر، وكانت نسبة 7.4% بين الثامنة عشر والرابعة والعشرين عاماً، ونسبة 28.1% كانت واقعةً في الفئة العمرية ما بين الخامسة والعشرين والرابعة والأربعين عاماً، ونسبة 22.4% كانت ما بين الخامسة والأربعين والرابعة والستين، ونسبة 13.6% كانت ضمن فئة الخامسة والستين عاماً فما فوق. يوجد لكل 100 أنثى 86.3 ذكر، ويوجد لكل 100 أنثى في الثامنة عشر من عمرها فما فوق 80.2 ذكر.
بلغ متوسط دخل الأسرة في المدينة 36,055 دولارًا، أما متوسط دخل العائلة فبلغ 40,265 دولارًا. وكان متوسط دخل الذكور 40,430 دولارًا مقابل 21,411 دولارًا للإناث. وسجل دخل الفرد الخاص بالمدينة 19,551 دولارًا. وكانت نسبة 10.3% من العائلات ونسبة 11.6% من السكان تحت خط الفقر، وكان من هؤلاء نسبة 14.2% تحت سن الثامنة عشر ونسبة 13.3% في الخامسة والستين من العمر وما فوق.

### تعداد عام 2010
بلغ عدد سكان ماديسون 3,979 نسمة بحسب تعداد عام 2010، وبلغ عدد الأسر 1,558 أسرة وعدد العائلات 1,083 عائلة مقيمة في المدينة. في حين سجلت الكثافة السكانية 173.5 نسمة لكل كيلومتر مربع (449.4/ميل2). وبلغ عدد الوحدات السكنية 1,760 وحدة بمتوسط كثافة قدره 76.7 لكل كيلومتر مربع (198.7/ميل2).
وتوزع التركيب العرقي للمدينة بنسبة 50.82% من البيض و45.56% من الأمريكيين الأفارقة و0.13% من الأمريكيين الأصليين و0.96% من الأمريكيين ذوي الأصول الآسيوية و1.31% من الأعراق الأخرى و1.23% من عرقين مختلطين أو أكثر و2.61% من الهسبانيون أو اللاتينيون من أي عرق.
بلغ عدد الأسر 1,558 أسرة كانت نسبة 36.3% منها لديها أطفال تحت سن الثامنة عشر تعيش معهم، وبلغت نسبة الأزواج القاطنين مع بعضهم البعض 38.6% من أصل المجموع الكلي للأسر، ونسبة 25.9% من الأسر كان لديها معيلات من الإناث دون وجود شريك، بينما كانت نسبة 5% من الأسر لديها معيلون من الذكور دون وجود شريكة وكانت نسبة 30.5% من غير العائلات. تألفت نسبة 26.6% من أصل جميع الأسر من عدة أفراد يعيشون في نفس المنزل ونسبة 12.7% كانت تتألف من شخص يعيش بمفرده يبلغ من العمر 65 عاماً أو أكثر. وبلغ متوسط حجم الأسرة المعيشية 2.50، أما متوسط حجم العائلات فبلغ 3.01.
بلغ العمر الوسطي للسكان 39.9 عاماً. وكانت نسبة 26.4% من القاطنين تحت سن الثامنة عشر، وكانت نسبة 8% بين الثامنة عشر والرابعة والعشرين عاماً، ونسبة 22.1% كانت واقعةً في الفئة العمرية ما بين الخامسة والعشرين والرابعة والأربعين عاماً، ونسبة 24.7% كانت ما بين الخامسة والأربعين والرابعة والستين، ونسبة 18.9% كانت ضمن فئة الخامسة والستين عاماً فما فوق. وتوزع التركيب الجنسي للسكان بنسبة 44.1% ذكور و55.9% إناث.

## أعلام
- ألبرت تي هاريس
- جورج غوردون كروفورد
- ناثانيل غريني فوستر
- جيمي ديفيس
- جوشوا هيل

## وصلات خارجية
- madisonga.org
- Cities & Counties - Georgia.gov